# Донченко Павло Іванович
Павло́ Іва́нович До́нченко (*12 грудня 1889, Кобеляки — †після 15 серпня 1965) — український військовий урядовець, громадський діяч, помічник начальника Загального відділу Головної управи військових шкіл Військового міністерства уряду УНР.

## Біографія
Закінчив Кобеляцьку міську комерційну школу (1912). Дійсний слухач Петроградського політехнікуму (економічний відділ). У Петрограді належав до Української студентської громади, «там і набув національної свідомості». Провчившись рік, перевівся до Київського комерційного інституту на економічне відділення, вступивши й тут до Української студентської громади (1913 — початок 1917).
Одразу після Лютневої революції припинив навчання й пішов як доброволець допомагати Військовому генеральному комітетові Центральної Ради. Виконував обов'язки секретаря редактора під час редагування підручників для Інструкторської школи старшин. У травні 1919 потрапив «до польської неволі зо всім складом Військової Шкільної Управи», а в листопаді того ж року знову «забраний поляками до неволі».
Під час воєнної кампанії 1920 року перебував у резерві Військового міністерства. У листопаді 1920 знову інтернований поляками (Олександрів-Куявський, Стшалково). У липні 1922 перейшов до Чехо-Словаччини з метою закінчити вищу освіту.
Спогад «День 14 грудня 1918 р.» написав на початку 1920-х років. Закінчив Економічно-кооперативний факультет Української Господарської академії в Подєбрадах 1927 року. Його прізвище є в списку абсольвентів (випускників) УГА, які працювали в культурно-просвітньому, економічному і громадсько-політичному житті на землях Карпатської України та Пряшівщини. Допомагав професорові Олександру Мицюку написати соціальну історію Підкарпатської Русі.
Автор статті «Повір'я, перекази та звичаї бойків с. Широкого Лугу на Мармарощині». Етнолог Надія Войтович оцінила її так:
| “Цінністю інформації вирізняється стаття Павла Донченка, в якій наводяться повір’я і демонологічні оповідки про яскравих та неповторних персонажів бойківської демонологічної системи — повітруль, босуркань, а також матеріали з родильної обрядовості, пов’язані з народженням дитини, охороною її від злих сил, ритуальним очищенням породіллі”. |
Пожертвував кошти на видання книжки Симона Наріжного «Українська еміграція» (Прага, 1942) та дав значну кількість світлин до неї.